# Bulkcarrier

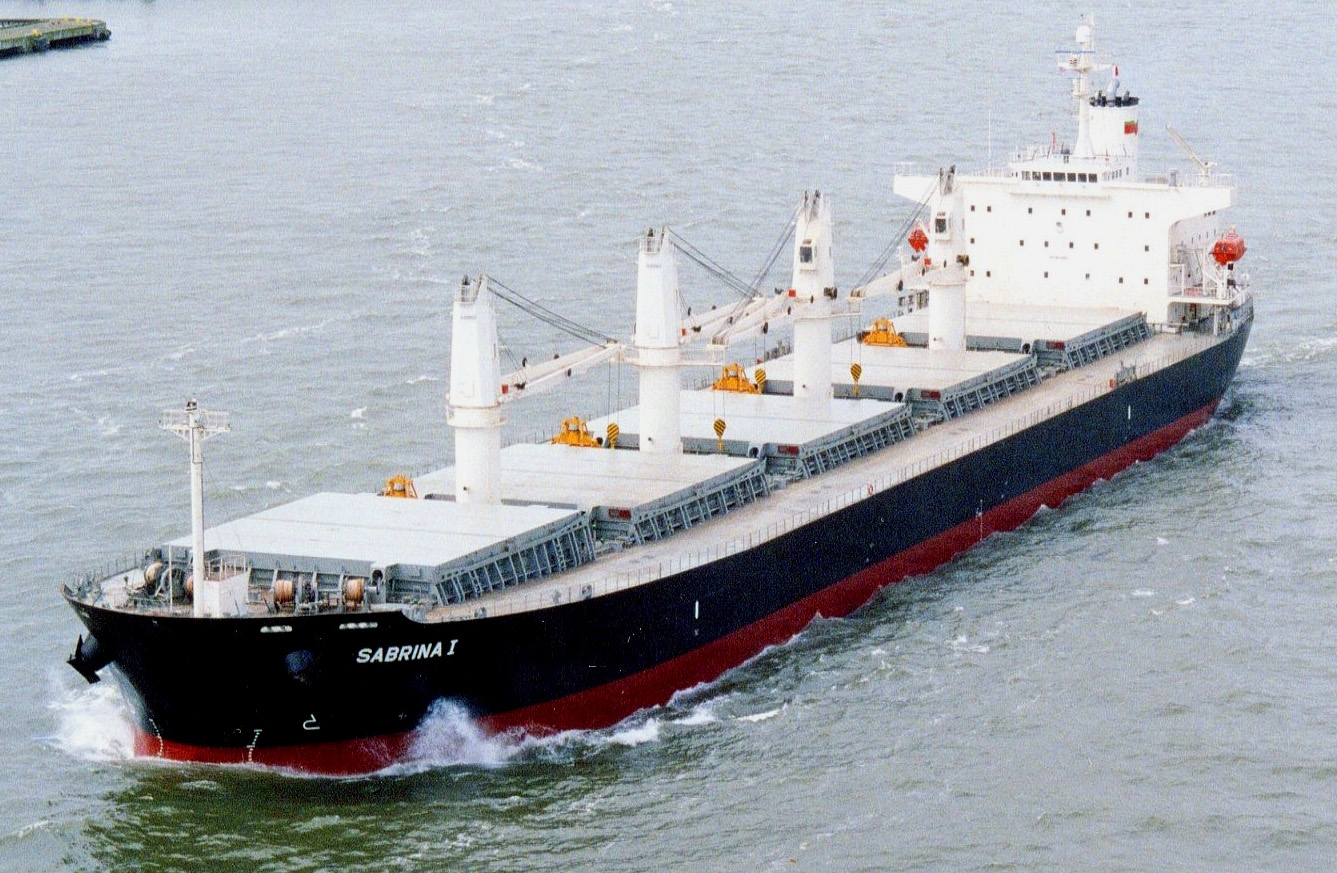
Sabrina, een handymax-schip

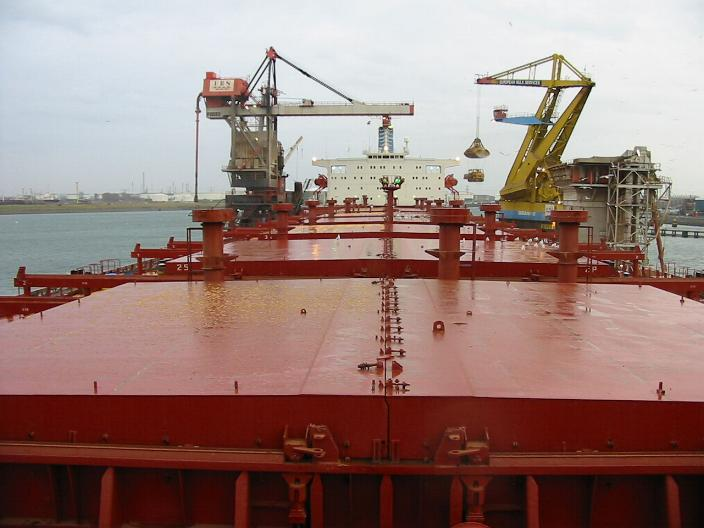
Het ruim afgesloten door de luiken

Een bulkcarrier of bulkschip of een massagoedschip is een schip gespecialiseerd in het vervoer van droge stortgoederen. Stortgoederen of bulklading is niet-verpakte lading als erts, graan en steenkool. De lading wordt getransporteerd in de laadruimen van het schip, afgedekt door grote waterdichte luiken. Door de economische groei en de grote vraag naar ijzererts en steenkool zijn de schepen sterk ontwikkeld in capaciteit en efficiëntie. De John Bowes uit 1852 wordt beschouwd als de eerste bulkcarrier.
Zo'n 35% van de wereldvloot bestaat uit bulkcarriers, goed voor 40% van alle over zee getransporteerde lading. Er wordt onderscheid gemaakt naar grootte en naar type. De meeste bulkcarriers worden gebouwd in China, dat samen met Japan en Korea meer dan 90% van de nieuwe bulkcarriers levert.
De bemanning van een bulkcarrier houdt zich voornamelijk bezig met de navigatie, onderhoud van de machines en met het laden en lossen van de lading. Het aantal bemanningsleden kan variëren van enkelen op kleinere schepen tot dertig op de grootste schepen.

## Constructie
De constructie van een bulkcarrier hangt af van de lading die hij zal transporteren en de aan te lopen havens. De dichtheid van de lading is de belangrijkste factor. Bij zware ladingen zoals ijzererts is het draagvermogen van groot belang, terwijl bij lichtere lading zoals steenkool het volume van de ruimen bepalend is voor de constructie. Bij de bouw wordt ook altijd rekening gehouden met het feit of het schip kanalen als het Panamakanaal of het Suezkanaal moet kunnen passeren.
Een bulkcarrier kan verdeeld worden in drie secties. In de accommodatie leeft de bemanning en bovenop bevindt zich de brug, van waaruit het schip wordt bestuurd. De machinekamer bevindt zich meestal onder de accommodatie en hier bevinden zich de hoofdmotor(en) met een groot deel van het hulpbedrijf.
De overige ruimte in het schip is grotendeels bestemd voor lading en ballastwater. Bulkcarriers zijn uitgerust met meerdere grote ruimen. Ze zijn voorzien van grote openingen om gemakkelijk te kunnen laden en lossen. Op zee of in slechte weersomstandigheden worden de openingen afgesloten door grote luiken.

## Categorieën
Bulkcarriers zijn verdeeld in zes verschillend grootteklassen: mini bulkcarrier, Handysize, handymax, panamax, capesize en Very Large Bulk Carrier (VLBC). De verdeling naar grootte wordt niet enkel bepaald door het draagvermogen van het schip, maar ook door de lengte, de breedte en de diepgang. Deze informatie is belangrijk om te weten of een schip veilig een bepaald kanaal of een bepaalde sluis kan passeren.
| grootteklasse    | grootte in DWT     | Lengte (m)  | Diepgang (m) | breedte             |
| ---------------- | ------------------ | ----------- | ------------ | ------------------- |
| mini bulkcarrier | <15.000            | <130        | <10          | niet van toepassing |
| Handysize        | 15.000 tot 35.000  | 130 tot 150 | ~10          | niet van toepassing |
| Handymax         | 35.000 tot 60.000  | 150 tot 200 | 11 tot 12    | niet van toepassing |
| Panamax          | 60.000 tot 80.000  | 200 tot 230 | 13 tot 15    | 32,2m               |
| Capesize         | 80.000 tot 180.000 | 230 tot 270 | ~17          | niet van toepassing |
| VLBC             | >180.000           | >270        | >20          | niet van toepassing |

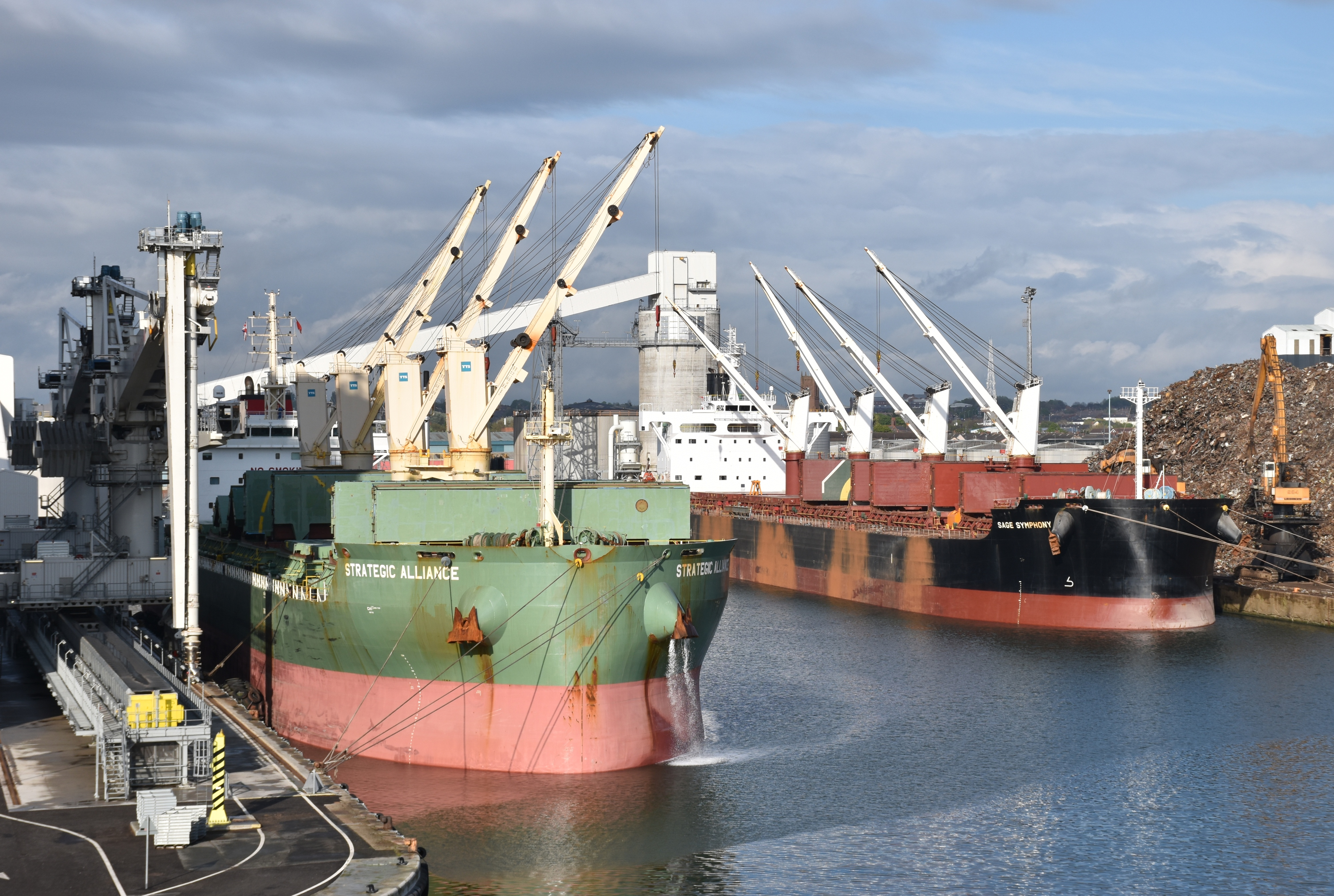
Bulkcarriers in de haven van Liverpool

Mini-bulkcarriers of mini-bulkers zijn de kleinste bulkcarriers. Ze worden vaak gebruikt voor het scheepvaart langs de kust of op rivieren. Ze worden ook gebruikt als "Feeder"- schepen. Mini-bulkcarriers worden gebruikt voor het transport van kleine hoeveelheden bulk in een tot drie laadruimen. Ze worden vaak zodanig gebouwd dat ze onder bruggen kunnen varen.
Handysize en handymaxschepen worden gezien als de werkpaarden van de droge bulkmarkt. Deze bulkcarriers hebben meestal vijf ruimen en worden gebruikt voor bijna alle mogelijke droge bulk ladingen. Ze zijn gebouwd om in een zeer groot variatie van havens te kunnen varen. Ze zijn vaak uitgerust met kranen om zelf te laden of te lossen, waardoor ze minder afhankelijk zijn van havenfaciliteiten. Het zijn zeer flexibel inzetbare schepen die voor alle afstanden gebruikt worden.
Panamax zijn de schepen die ontworpen zijn om door de sluizen van het Panamakanaal te kunnen varen. Deze bulkcarriers hebben vaak zeven ruimen en vervoeren over het algemeen graan, ijzererts en steenkool van en naar havens in de Verenigde Staten van Amerika.
Capesizebulkcarriers zijn te groot om door het Panamakanaal of het Suezkanaal te varen. In plaats van deze kanalen te gebruiken varen zij rond de Kaap de Goede Hoop en Kaap Hoorn. Er zijn maar een paar havens in de wereld die deze schepen kunnen laden en lossen in een vol geladen toestand. Ze zijn niet uitgerust met kranen en daardoor volledig afhankelijk van havenfaciliteiten.
VLBC (Very large bulk carrier) zijn de grootste bulkcarriers die er rondvaren. VLBC's worden meestal gebruikt voor specifieke handelsroutes tussen twee landen. De grootste VLBC's hebben een tonnemaat van 400.000DWT.

### Grootteklassen per regio
In veel zeevaart gebieden bestaan er grootte restricties voor bulkcarriers. Hierdoor bestaan er bulkcarriers die speciaal gebouwd zijn om in deze gebieden kunnen te varen. Deze types worden onderscheden tussen de Chinamax, Dunkirkmax, Kamsarmax, Malaccamax, Newcastlemax, Seawaymax en Setouchmax.
- Chinamax[8]: Chinamax schepen zijn de grootste bulkcarriers met een tonnemaat tot wel 400.000 DWT; een maximale lengte, breedte en diepgang respectievelijk van 360m, 65m en 24m.  Deze schepen zijn gebouwd voor het transporteren van enorme hoeveelheden steenkool en ijzererts. Chinamax schepen waren origeel ontworpen om deze ladingen te transporteren tussen China en Brazilië, maar ze varen nu rond tussen alle havens die de infrastructuur hebben om deze schepen te kunnen laden en lossen.
- Dunkirkmax[9]: Dit type bulkcarrier is gemaakt om te kunnen aanleggen, laden en lossen in de zeehaven van Duinkerke (Frankrijk). Ze hebben een maximale lengte van 289m en een breedte van 45m. Dunkirkmax schepen hebben een tonnemaat van ongeveer 175.000DWT.
- Kamsarmax[10]: Deze schepen hebben een maximale lengte van 229m. Deze lengte is de maximale toegelaten lengte aan de laadterminal voor Bauxiet in de haven van Kamsar (Republiek Guinee). Kamsarmax bulkcarriers hebben een maximale breedte van 32,2m en een maximale diepgang van 14,4m.
- Malaccamax[11]: Malaccamax schepen zijn gemaakt om over de diepgang restricties van 25m in de straat van Malakka te kunnen varen. Malaccamax schepen hebben een maximale lengte, breedte en diepgang van respectievelijk 400m, 59m en 14,5m. Oorspronkelijk waren deze schepen ontworpen met een lengte van 470m, breete van 60m en een diepgang van 20m. Dit ontwerp is niet doorgevoerd zodat deze schepen over een grotere variatie van havens kon varen.
- Newcastlemax[1]: De haven van Newcastle (Australië) heeft een breedte restrictie van 47m en een maximale lengte van 300m. Newcastlemax bulkcarriers zijn ontworpen zodanig dat ze zich aan deze restrictie houden. Meestal hebben ze een tonnemaat van 185.000 DWT.
- Seawaymax[12]: Seawaymax verwijst naar de maximale grootte van schepen die door de kanaalsluisen van de Saint Lawrencezeegweg kunnen varen. Deze bulkcarriers worden voornamelijk gebruikt om ladingen zoals ijzererts, kalksteen, steenkool en zout tussen de Grote Meren (Noord Amerika) en de Atlantische oceaan te vervoeren. Seawaymax schepen hebben een maximele lengte, breedte, diepgang en hoogte van respectievelijk 225,5m; 23,8m; 7,92m en 35,5m.
- Setouchmax[1]: Setouchmax schepen hebben een maximale lengte van 299,9m; een maximale diepgang van 16,1m en een maximale tonnemaat van 205.000 DWT. Deze bulkcarriers hebben de maximele omvang zich in de havens aan de Japanse Binnenzee te kunnen begeven.
- Sinds maart 2011 is de Valemaxbulkcarrier in de vaart gekomen. Deze schepen hebben een lengte van 360 meter, zijn 65 meter breed en steken volgeladen 23 meter diep. Met een draagvermogen van circa 400.000 ton zijn dit de grootste ertscarriers ter wereld.

Bulkcarriers kunnen ook verder verdeeld worden naar type. Het belangrijkste onderscheid dat hierbij gemaakt wordt is naar de aanwezigheid van kranen aan boord. Schepen met kranen zijn minder afhankelijk van havenfaciliteiten en kunnen ook laden en lossen in minder ontwikkelde gebieden. Er bestaan ook types met conveyors om snel te kunnen lossen, gekend als zelflossers. OBO-carriers zijn bulkcarriers die naast droge stortgoederen ook lading als olie kunnen transporteren.

## Ladingbehandeling

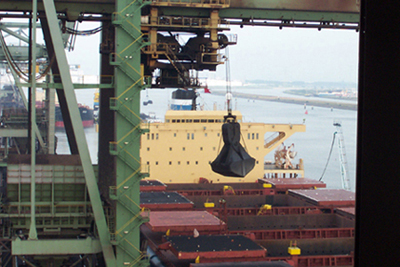
Het laden van een bulkcarrier

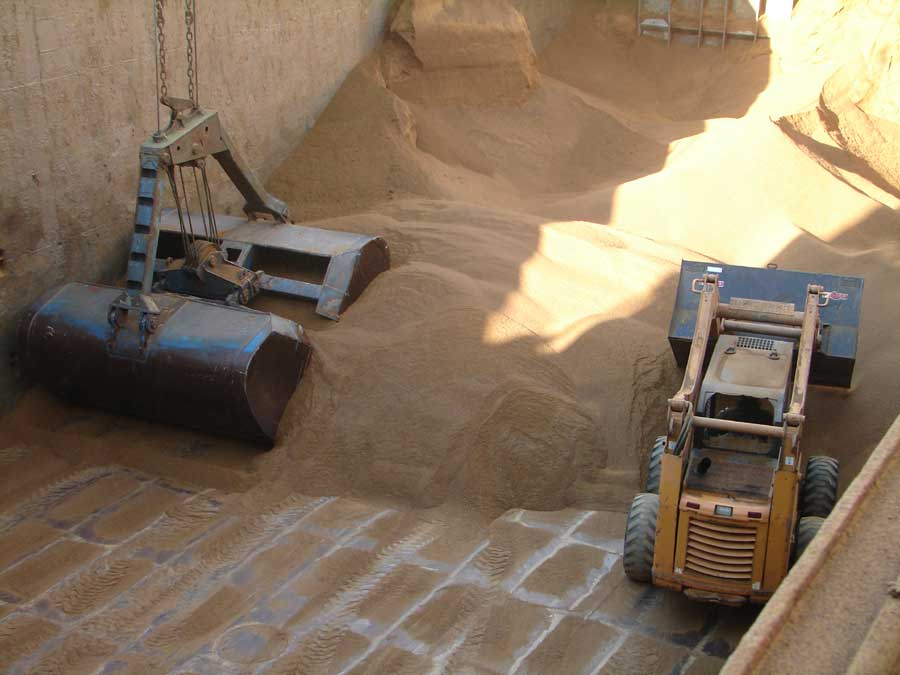
Bulldozer in het ruim van een bulkcarrier

De laadmethoden van bulkcarriers variëren naargelang de lading: van producten als ijzererts tot voedingswaren zoals graan.
Voor het snel laden of lossen van bulkcarriers worden vaak gespecialiseerde kades gebruikt. Als deze niet aanwezig zijn, moet het schip zijn eigen kranen gebruiken. Het laden van bulkcarriers gebeurt meestal door grote conveyors aan de wal. De lading valt zo recht het ruim in, dit kan zeer snel gaan. Het lossen neemt altijd meer tijd in beslag. De lading moet uit de ruimen gehaald worden met grote grijpers bevestigd aan de kranen van de wal of aan boord. Vaak worden bulldozers in het ruim geplaatst om de laatste resten lading samen te brengen.
Door de hoge dichtheid van ladingen moeten bulkcarriers met grote omzichtigheid behandeld worden. De BLU-code, onderdeel van SOLAS hoofdstuk 12 (Additional Safety Measures for Bulk Carriers), geeft hieromtrent praktische richtlijnen aan zowel kapiteins als loading masters met betrekking tot ladingsbehandelingen. Een belangrijk gegeven hierbij is de methode waarmee deze schepen geladen worden. Naargelang de ladingsconfiguratie van het schip hebben deze methoden zowel voor- als nadelen. De methode van laden is scheepsspecifiek en moet voldoen aan de eisen beschreven in de IMSBC-code, die onderdeel is van SOLAS hoofdstuk 6 (Carriage of cargo). De meestvoorkomende methoden worden hieronder genoemd.

### Methoden
Het transport van stortgoederen brengt veel gevaren met zich mee voor schip en bemanning. Bij het laden kan de scheepsconstructie aangetast worden. Daarom zijn er verschillende laadmethoden. Verder is grondige controle van de ruimen na het lossen van een lading van groot belang. Bepaalde ladingen zoals steenkool zijn brandbaar. Ladingen als graan kunnen ook verpappen of door hun storthoek overgaan waardoor de stabiliteit van het schip in gevaar komt. In de IMSBC-code zijn dan ook richtlijnen over het verschepen van bulkgoederen te vinden, met uitzondering van graan, waarop de graancode van toepassing is.

#### Gelijk verdeeld
Homogeen laden (homogeneous loading) is een techniek waarbij men in alle laadruimen een deel van de lading plaatst. Deze techniek wordt vaak toegepast bij ladingen zoals graan of kolen. De voordelen zijn dat het buigmoment daalt en de schuifspanning vermindert. Een nadeel is dat de metacentrische hoogte GM (dat wil zeggen de afstand tussen zwaartepunt G en metacentrum M) stijgt: het schip zal een zeer grote aanvangsstabiliteit ondervinden, ook wel een wreed schip genoemd. Dit houdt in dat het schip een korte rolperiode heeft wanneer het door een externe kracht in beweging wordt gebracht. Dit betekent dat de scheepsconstructie zwaar belast wordt.

#### Om en om
Alternerend laden (alternate loading) is een techniek waarbij men afwisselend één ruim vult en één ruim leeg houdt. Deze techniek wordt vaak toegepast voor hogedensiteitsladingen zoals ijzer of koper. Een voordeel is dat de GM daalt. Door de lagere stabiliteit zal het schip zo een langere rolperiode hebben, die aangenamer is voor schip en bemanning. Een nadeel is dat het buigmoment en de schuifspanning stijgen.

#### Bloksgewijs
Laden in blokken (block loading) is een techniek waarbij men eerst twee of meer ruimen vult en er daarna een of meer leeg laat. Hierbij geldt een extra voorwaarde: de som van de massa van de geladen ruimen is kleiner dan die welke maximaal in die ruimen geladen mag worden. Een nadeel is dat het buigmoment en de schuifspanning stijgen.